# Performative Sozialwissenschaft
Performative Sozialwissenschaft, auch Performative Sozialforschung oder englisch performative social science, bezeichnet die Anwendung künstlerischer Darstellungs- und Ausdrucksmittel bei der Durchführung von Forschungsprojekten, insbesondere bei der Präsentation oder Anwendung ihrer Ergebnisse. Eingesetzt werden dabei Malerei, Theater, Dichtung, Musik, Tanz, Film oder Multimedia. Solche Performance-orientierte Forschung kann nicht nur in Textform, sondern auch live vor einem Publikum präsentiert oder in Filmen, Fotografien oder mittels interaktiver Medien vermittelt werden. Wegbereitend dafür waren erste Anwendungen in der performativen Psychologie wie z. B. der Vorurteilsforschung oder in der performativen Ethnographie durch Norman K. Denzin.
Ausgangspunkt ist die Annahme, dass Theorien und Forschungsergebnisse weniger die Wirklichkeit beschreiben als sie vielmehr herstellen. Die Ergebnisse sind nicht einfach nur Daten, sondern fungieren wie die ursprünglichen Performativa in John Austins Sprechakttheorie: Sie repräsentieren die Wirklichkeit nicht nur, sondern stellen sie in Interaktionsprozessen buchstäblich her oder verändern sie, indem sie Handlungen auslösen oder anleiten. Ein besonderes Augenmerk liegt auf der Reflexion der wechselnden Rollen der Forschenden in diesem Prozess.
Die performativen Methoden tragen auch der Tatsache Rechnung, dass das Methoden- und Forschungsrepertoire z. B. durch neue Visualisierungsformen immer kreativer und erfinderischer geworden ist.